# Synthemistidae
Synthemistidae – rodzina ważek różnoskrzydłych (Anisoptera).

## Systematyka
Rodzajem typowym rodziny jest Synthemis.
W starszym ujęciu systematycznym do Synthemistidae zaliczano nieco ponad 40 gatunków występujących w krainie australijskiej. Były one zgrupowane w rodzajach: 
- Austrosynthemis
- Choristhemis
- Eusynthemis
- Palaeosynthemis
- Synthemiopsis
- Synthemis
- Tonyosynthemis

W 2013 roku, w oparciu o badania filogenetyczne, Dijkstra et al. wydzielili z rodziny szklarkowatych (Corduliidae) szereg rodzajów (głównie tych zaliczanych do podrodziny Gomphomacromiinae), uznając je za incertae sedis w obrębie nadrodziny Libelluloidea. Rodzaje te są obecnie tymczasowo zaliczane do rodziny Synthemistidae, jako najbliżej z nią spokrewnione, ale systematyka w obrębie grupy wymaga dalszych badań.
W nowym ujęciu systematycznym do Synthemistidae zalicza się około 150 gatunków zgrupowanych w następujących rodzajach:

- Apocordulia
- Archaeophya
- Archaeosynthemis
- Austrocordulia
- Austrophya
- Austrosynthemis
- Choristhemis
- Cordulephya
- Eusynthemis
- Gomphomacromia
- Hesperocordulia
- Idionyx
- Idomacromia
- Lathrocordulia
- Lauromacromia
- Macromidia
- Micromidia
- Neocordulia
- Neophya
- Nesocordulia
- Oxygastra
- Palaeosynthemis
- Parasynthemis
- Pseudocordulia
- Syncordulia
- Synthemiopsis
- Synthemis
- Tonyosynthemis